# 1. Parteitag der Kuomintang Chinas

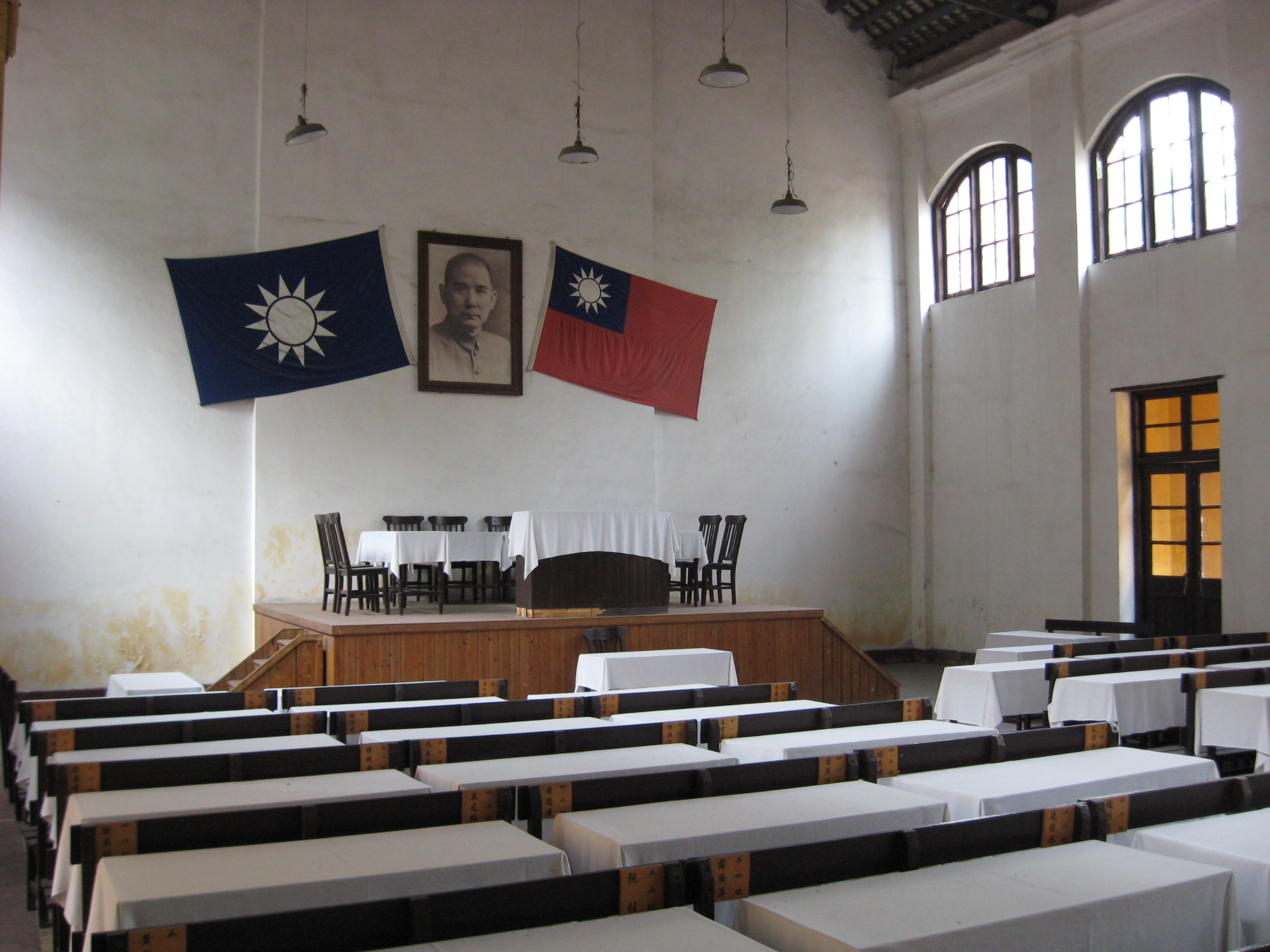
Stätte des 1. Nationalen Parteitags der Kuomintang Chinas (1924) (Guangzhou). Auf der Vorderseite des Podiums befindet sich ein Porträt von Sun Yat-sen (1866–1925). Auf der linken Seite des Porträts befindet sich die Parteiflagge mit dem Emblem der Kuomintang-Partei und auf der rechten Seite die Flagge der Republik China (Denkmal der Volksrepublik China (3-20)).

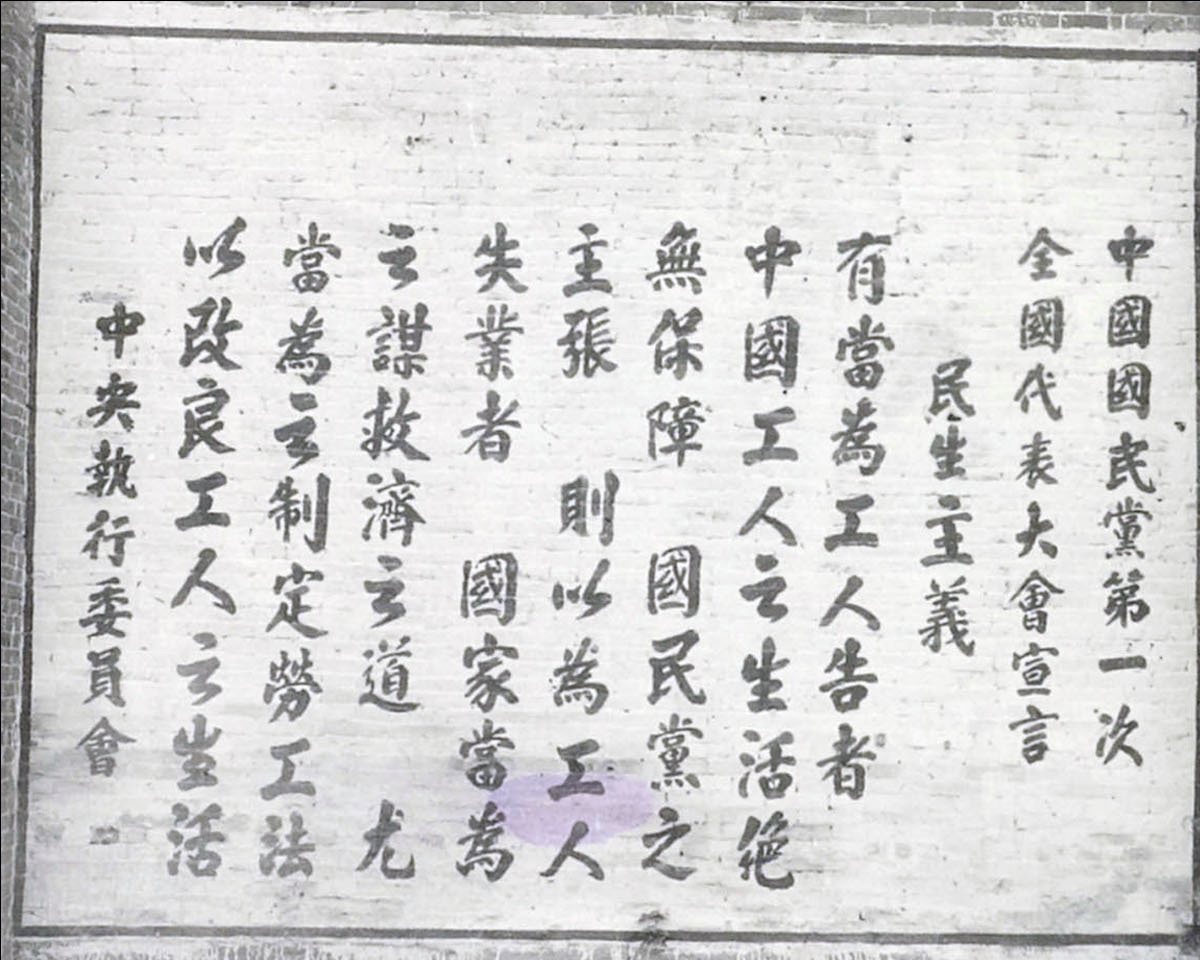
Erklärung des Prinzips der Volkswohlfahrt (Mínshēngzhǔyì; eines der Drei Prinzipien des Volkes) auf der Straße des 1. Parteitags 1924 in Guangzhou

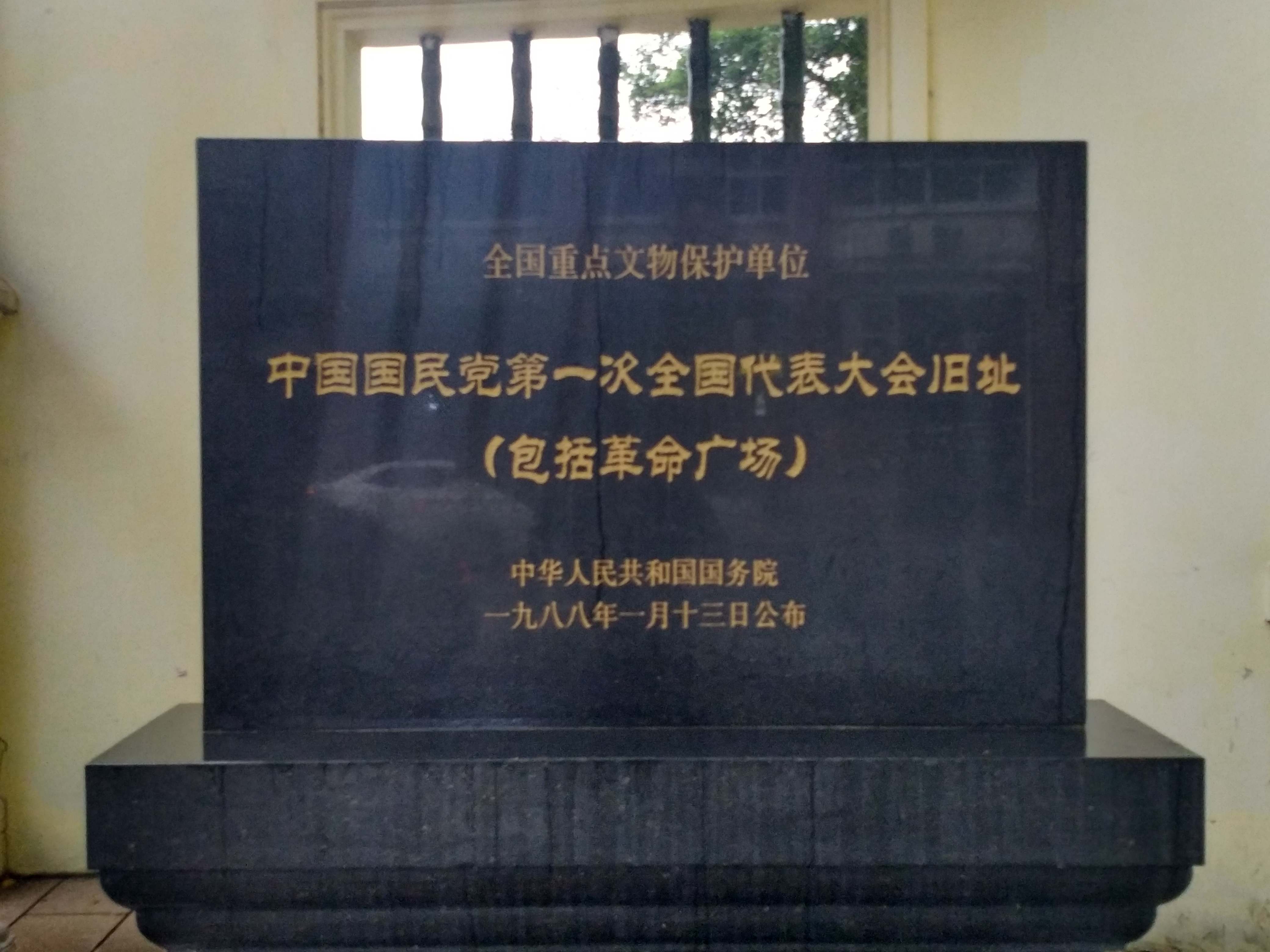
Denkmal der Volksrepublik China (13. Januar 1988)

Der 1. Nationale Parteitag der Kuomintang Chinas (chinesisch 中國國民黨第一次全國代表大会 / 中国国民党第一次全国代表大会, Pinyin Zhōngguó Guómíndǎng dì-yī cì quánguó dàibiǎo dàhuì) bzw. 1. Nationalkongress der Kuomintang war der erste nationale Parteitag der Nationalen Volkspartei Chinas (Kuomintang), der vom 20. bis 30. Januar 1924 in Guangzhou (Kanton), Guangdong, Republik China, stattfand.
Der Parteitag markiert den Beginn der Zusammenarbeit zwischen der Kuomintang Chinas und der Kommunistischen Partei Chinas.
Der Parteitag verabschiedete eine von den Kommunisten verfasste Erklärung mit dem Hauptinhalt des Kampfes gegen Imperialismus und Feudalismus, der Festlegung der drei Richtlinien der Allianz mit Russland, des Bündnisses mit den Kommunisten und der Unterstützung der Bauern und Arbeiter, der Weiterentwicklung der alten Drei Prinzipien des Volkes (sanmin zhuyi 三民主義) zu den Neuen Drei Prinzipien des Volkes (xin sanmin zhuyi 新三民主義).
Mao Zedong wurde auf dem Parteitag zu einem der stellvertretenden Mitglieder des Zentralen Exekutivkomitees der KMT gewählt.

Betreffs der Neuen Drei Prinzipien des Volkes wird Mao mit den folgenden Worten zitiert: 

„Die drei neuen Prinzipien des Volkes oder die wirklichen drei Prinzipien des Volkes sind die drei Prinzipien des Volkes, die mit den drei Politiken der Zusammenarbeit mit Sowjetrussland, der Vereinigung mit den Kommunisten und der Unterstützung der Bauern und Werktätigen übereinstimmen. Ohne die drei Politiken oder bei Fehlen einer von ihnen sind es falsche drei Prinzipien des Volkes oder Semi-Drei-Prinzipien-des-Volkes.“

Der Ort des 1. Parteitags der Kuomintang befindet sich im Auditorium des Glockenturms auf der Ostseite der Zhongshan-Bibliothek der Provinz Guangdong, Wenming Road, Guangzhou.
Das Auditorium wurde in neuerer Zeit in seinen ursprünglichen Zustand zum Zeitpunkt der Konferenz zurückversetzt.
Die Stätte des 1. Nationalen Parteitags der Kuomintang (1924) in Guangzhou steht seit 1988 auf der chinesischen Denkmalsliste (3-20).